# リトルベリーズ (キャラクター)
リトルベリーズとは、北海道産の小果実ハスカップ、アロニア、シーベリーを特産品として認知度を高めるために作成された萌えキャラクターである。

## 来歴
北海道が推進している「食クラスター構想」に沿う形で道や生産者、企業、研究機関で構成される「HASプロジェクト」が2010年11月19日に発表。ポスター、チラシでの使用、さっぽろ雪まつりといったイベントへの出展だけでなく、これらの小果実は主にジャムや菓子といった加工食品に使用されており、道外の加工業者でも使用されていることから、使用商品のパッケージに使用するシールの配布を予定しており、一部の商品には既に貼付されているものもある。キャラクター原画作成にはクリプトン・フューチャー・メディアやHMカンパニーなど札幌市に本社を置くプロジェクト参加企業が協力している。2012年には二次創作からリトルベリーズの二頭身キャラクターも制作され、公式お菓子パッケージなどに使用されている。また、2012年8月より長栄交通株式会社とのコラボでリトルベリーズ痛タクが1年間札幌市内を走る。キャラクターのアニメーションを担当しているのは、イラストレーターえのきのこである。

## キャラクター
キャラクターは3種類の果実に合わせて3姉妹という設定となっており、衣装の色も果実に合わせている。
ゆう
ハスカップをイメージしたキャラクター。名の由来は原産地である勇払原野。キタキツネをお供に連れている。
エリ
アロニアをイメージしたキャラクター。名の由来は学名の一部。フクロウをお供に連れている。
ラム
シーベリーをイメージしたキャラクター。名の由来は学名の一部。モモンガをお供に連れている。
リトルベリーズマネージャー
リトルベリーズのお世話をしている道庁の職員という設定のキャラクター。Twitterでのみ活動している隠れキャラ。

## 現在販売している商品
かっこ内は発売日
- 旅するハイチュウハスカップ(2011年6月21日)[5]